# 김지철
김지철(金知哲, 1951년 10월 10일~)은 대한민국의 정치인, 교사 출신 노동운동가이다. 제16·17·18대 충청남도 교육감이다.

## 생애
충청남도 천안에서 태어나 천안초등학교, 천안중학교, 천안고등학교를 나왔다.
공주사범대학 영어교육과를 졸업한 뒤 1976년 11월 3일부터 중등학교 교사로 재직해 1989년 7월 4일까지 12년 6월 간 근무하였다.
태안여자중학교, 천안여자고등학교와 천안중앙고등학교, 합덕농공고등학교, 성환고등학교, 덕산고등학교 등지에서 영어 과목을 가르쳤다.
1989년 5월 26일, 전교조 결성에 참가해 전교조 충남지부 초대 지부장을 지냈고, 그 이유로 국가공무원법위반 혐의로 전국에서 처음으로 구속되었다 교사로 복직했다.
1994년 3월 1일 중등학교 교사로 재근무를 시작해 2006년 8월 31일까지 12년 6월 간 재직하였다.
천안공업고등학교와 천안신당고등학교 등에서 교편을 잡았으며 교복공동구매 네트워크, 천안학교급식협의회 공동대표, 아이들 건강을 위한 국민연대 홍보대사 등 교육관련 단체에서 다양한 활동을 펼쳤다. 2006년 7월 31일 치러진 지방교육자치선거에 출마해 충남 제1선거구(천안.아산.연기)에서 318표로 1위를 차지하며 충청남도 교육위원회 교육위원에 당선되어 충남교육위원회 역사상 첫 전교조 출신 교육위원으로 기록됐다. 2009년 4월 29일 치러진 충남교육감 보궐선거에 교육행정 옴부즈맨제도 도입과 친환경 학교급식, 도농간 교육격차 해소 등을 공약으로 제시하며 유일한 진보진영 후보로 출마했으나 낙선했다. 2010년에는 대한민국 제5회 지방 선거에 교육의원으로 출마해 제1선거구(천안)에서 8만1636표를 얻어 당선되었다. 2014년에는 대한민국 제6회 지방 선거에서 충청남도교육감에 출마해 당선되었다.

## 전과
- 국가공무원법위반: 징역 6월, 집행유예 1년 - 1989년 8월 30일 선고[1]
- 특수공무집행방해, 일반교통방해, 폭력행위등처벌에관한법률위반, 집회및시위에관한법률위반: 벌금 200만원 - 2001년 8월 29일 선고[1]
- 도로교통법위반(사고후미조치): 벌금 100만원 - 2011년 8월 8일 선고[1]

## 역대 선거 결과
|  | 19.26% |

|  | 44.32% |

|  | 31.84% |

|  | 44.07% |

|  | 33.79% |